# 特倫珀洛縣 (威斯康辛州)
特倫珀洛县（英語：Trempealeau County）是美國威斯康辛州西南部的一個縣，西南隔密西西比河與明尼蘇達州相望。面積1,922平方公里。根據美國2000年人口普查，共有人口27,010人。縣治懷特霍爾 (Whitehall)。
成立於1854年。縣名來自特倫珀洛山脈（在法語是「直入水中」的意思）。